# SN 2011K
SN 2011K – supernowa typu Ia odkryta 13 stycznia 2011 roku w galaktyce A044530-0720. W momencie odkrycia miała maksymalną jasność 15,10m.